# Lupi
Lupi es un municipio filipino de tercera clase, perteneciente a la provincia de Camarines Sur, en la región de Bicolandia.

## Historia
Hacia mediados del siglo XIX, el lugar, que por entonces administraba también el de Ragay, tenía contabilizada una población total de 897 habitantes, repartidos en 147 casas. Aparece descrito en el segundo volumen del Diccionario geográfico, estadístico, histórico de las Islas Filipinas (1851) de Manuel Buzeta Núñez y Felipe Bravo con las siguientes palabras:

LUPI: pueblo con cura y gobernadorcillo, en la isla de Luzon, prov. de Camarines-Sur, dióc. de Nueva-Cáceres; sit. en 126° 34' long., 13° 45' lat., en terreno llano, y clima templado. Tiene unas 147 casas, la de comunidad donde se halla la cárcel y la parroquial. Hay escuela de primeras letras; el cementerio es bastante capaz, está fuera de la pobl. La igl. parr. es de mediana fábrica y se halla asistida por un cura secular, el cual administra tambien el de Ragay. El term. tiene señalados sus confines solo por el S. S. E. que linda con el de Sicopot. El terreno es montuoso y muy fértil; hállase regado por varios riach., hay tambien estensas llanuras; las prod. de arroz, cacao, ajonjolí, caña dulce y abacá, son las principales del pais. La ind. consiste en su mayor parte en la agricultura y en la fabricacion de las telas llamadas nipis, sinamayes y algunas otras, y en la de sombreros de nito y esteras de palma, con cuyos artículos hacen su com. Tiene de pobl. este pueblo y el de Ragay 897 alm., y pagan 282 trib., que importan 2,820 rs. plata, equivalentes á 7,050 rs. vn.
(Buzeta y Bravo, 1851, p. 175)

En 2020, tenía censados 33 897 habitantes.